# Parc national Crowdy Bay
Le parc national Crowdy Bay est un parc national situé en Nouvelle-Galles du Sud en Australie à 271 km au nord-est de Sydney.